# 杰拉尔德·菲奇
杰拉尔德·埃德温·菲奇（英語：Gerald Edwind Fitch，1982年8月12日—），美国NBA联盟职业篮球运动员，曾参加肯塔基大学篮球校队。

## 大学生涯
菲奇在成为喬治亞州的足球先生后，毕业来到肯塔基大学。在大学的第一年，菲奇成为了全东南联盟的新星。之后，他在肯塔基大学率领球队获得了多次胜利，毕业前他率领的队伍以低分之差在2004年的NCAA一级男子篮球锦标赛输给了阿拉巴馬大學伯明翰分校队。